# Karumai
Karumai (jap. 軽米町 Karumai-machi) – miasto w Japonii położone w prefekturze Iwate.

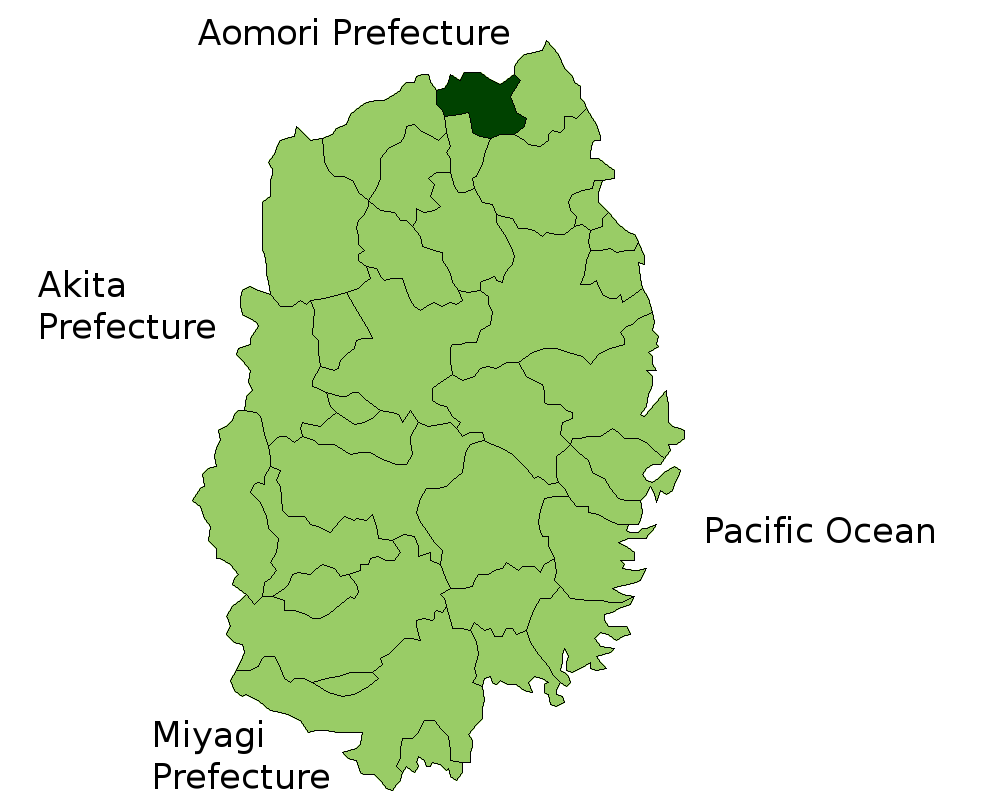
Położenie Karumai w prefekturze Iwate

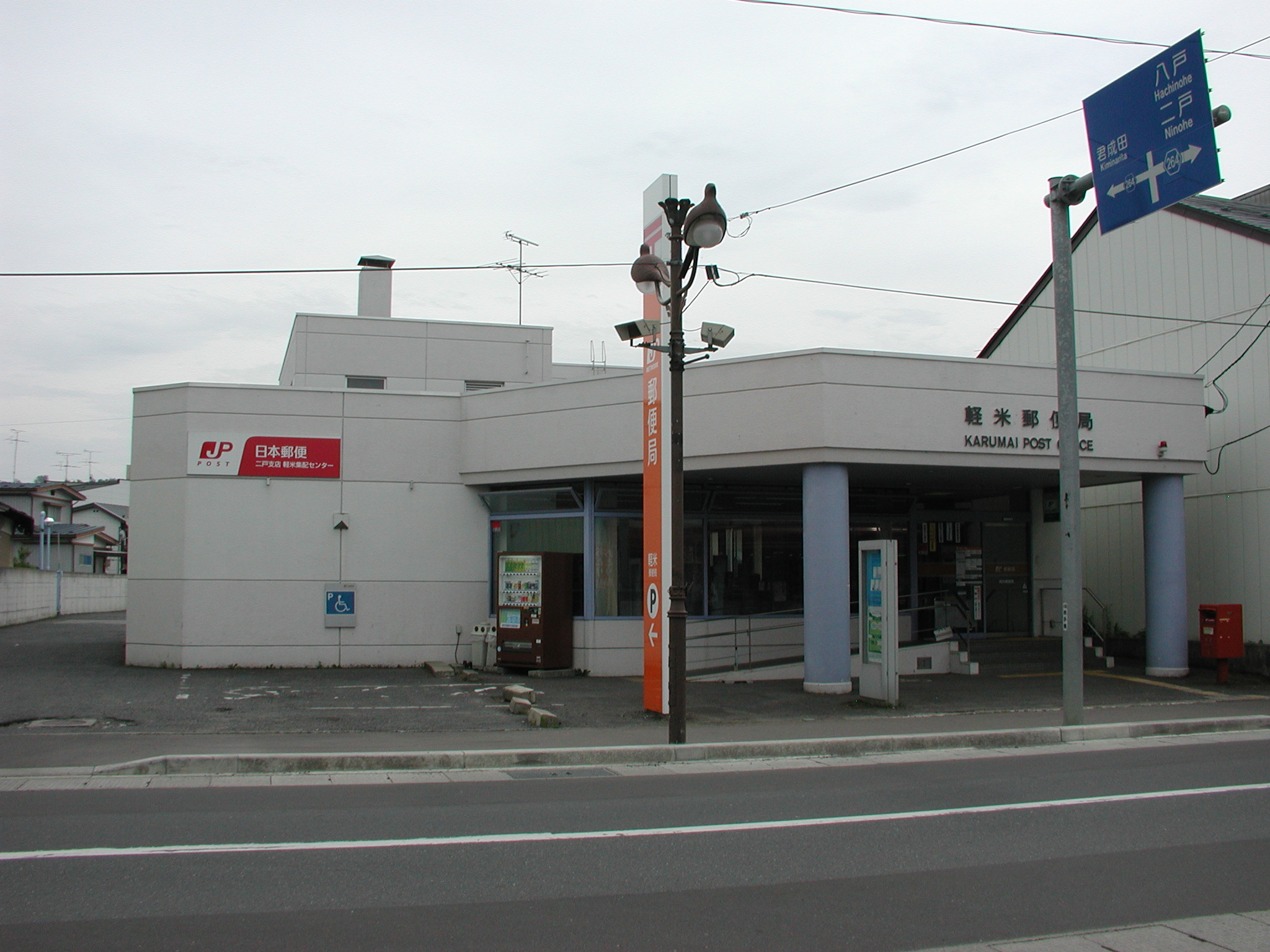
Urząd pocztowy Karumai

W 2020 roku miasto zamieszkiwało 8 421 osób w 3 269 gospodarstwach domowych  (w 2010 roku – 10 209 osób, w 3 335 gospodarstwach domowych) .

## Historia
Obszar dzisiejszego Karumai był częścią starożytnej prowincji Mutsu, zdominowanej przez klan Nambu z okresu Muromachi, i był częścią dominacji Hachinohe za czasów szogunatu Tokugawa. We wczesnym okresie Meiji wieś Karumai w okręgu Kita-Kunohe została utworzona 1 kwietnia 1889 roku, wraz z ustanowieniem nowoczesnego systemu miejskiego. Okręgi Kita-Kunohe i Minami-Kunohe połączyły się tworząc okręg Kunohe 1 kwietnia 1897 roku. Karumai otrzymało prawa miejskie 1 stycznia 1925 roku. Sąsiednie wioski Kogarumai i Hareyama zostały włączone do Karumai 1 stycznia 1955 roku.
W październiku 1999 doszło do powodzi w wyniku ulewnych opadów deszczu na poziomie 218 mm.

## Geografia
Karumai jest położone w północno-centralnej części prefektury Iwate w dystrykcie Kunohe i graniczy od północy z prefekturą Aomori.

## Klimat
Karumai ma wilgotny klimat oceaniczny, charakteryzujący się łagodnymi latami i mroźnymi zimami. Średnia roczna temperatura w mieście Karumai wynosi 9.5 °C, a średnie roczne opady wynoszą 1209 mm. Najsilniejszym miesiącem pod względem opadów deszczu jest wrzesień, a luty – najsuchszym. Najwyższe temperatury notowane są w sierpniu (około 22,5 °C), a najniższe – w styczniu (około -2,4 °C).

## Gospodarka
Gospodarka miasta opiera się na rolnictwie, w szczególności na różnych ziarnach, hodowli zwierząt i produkcji węgla drzewnego. Znanym lokalnie owocem jest aktinidia ostrolistna.

## Oświata
Karumai ma trzy szkoły podstawowe i jedną szkołę średnią niższego stopnia, które są zarządzane przez urząd miasta, oraz jedną szkołę średnią wyższego stopnia, zarządzaną przez Radę Edukacji Prefektury Iwate.

## Transport

### Kolej
Karumai nie posiada stacji kolejowej.

### Drogi

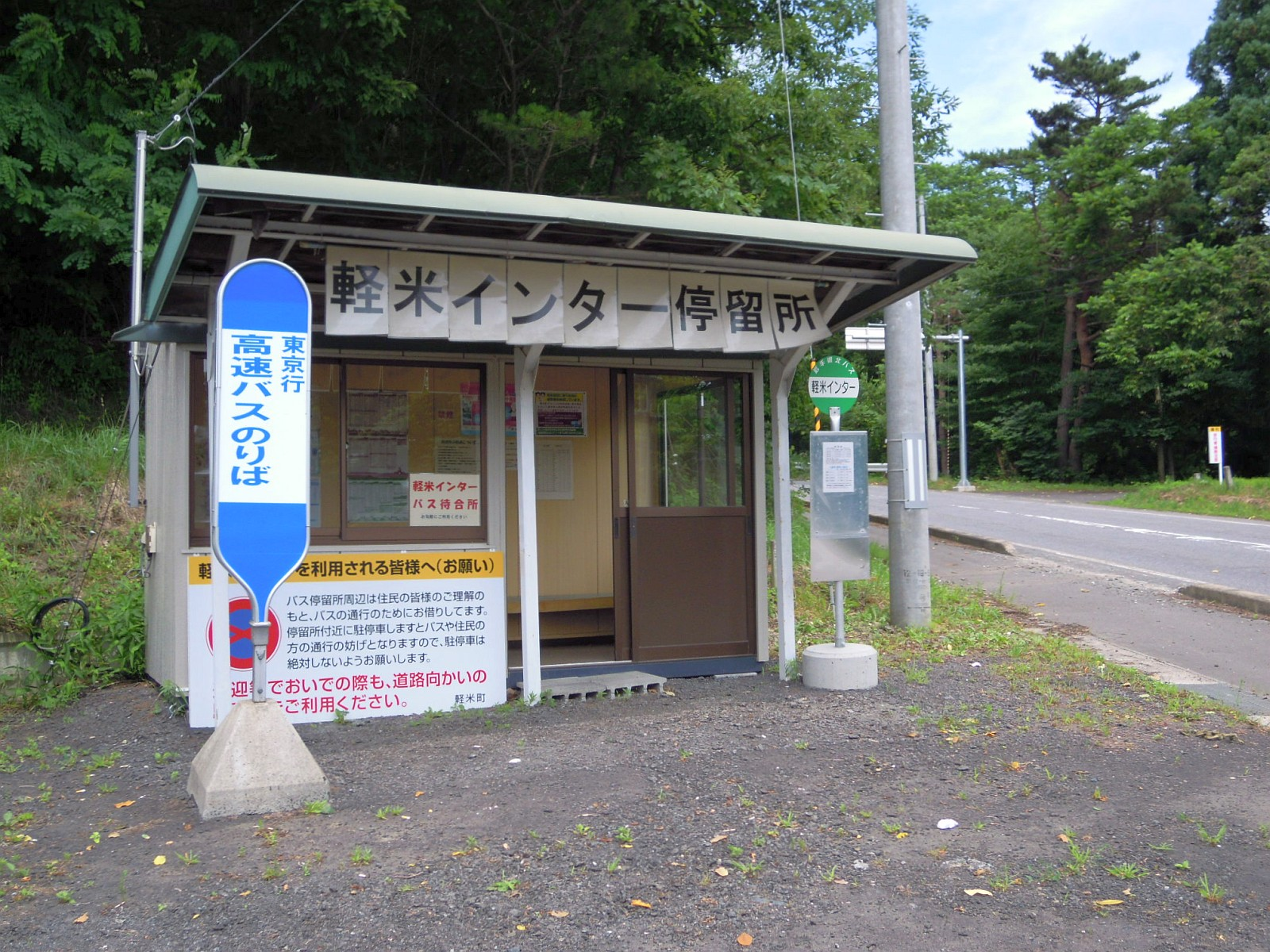
Przystanek autobusowy w pobliżu węzła autostradowego Karumai

- Autostrada Hachinohe – MOP Orizume - Węzeł autostradowy Karumai
- Droga krajowa 340
- Droga krajowa 395

## Znane osobowości
- Haruichi Furudate – mangaka
- Kazuhiko Kage – zapaśnik sumo
- Kitakami Akihiko – powieściopisarz
- Kunio Fukunori – zapaśnik sumo